# Litoral de Connecticut
O Litoral de Connecticut compreende toda a porção sul do estado de Connecticut, EUA, ao longo do Estuário de Long Island, de Greenwich no oeste a Stonington no leste. Possui porções do Rio Housatonic, Rio Quinnipiac, Rio Connecticut e Rio Thames. Inclui também as porções sul dos condados de Fairfield, New Haven, Middlesex e New London. A região, definida pelo Estatuto Geral de Connecticut, consiste em 36 cidades, muitas das consideradas as maiores do estado.

## Cidades/vilas
- Greenwich
- Stamford
- Darien
- Norwalk
- Westport
- Fairfield
- Bridgeport
- Stratford
- Shelton
- Milford
- Orange
- West Haven
- New Haven
- Hamden
- North Haven
- Eaast Haven
- Branford
- Guilford
- Madison
- Clinton
- Westbrook
- Deep River
- Chester
- Essex
- Old Saybrook
- Lyme
- Old Lyme
- East Lyme
- Waterford
- New London
- Montville
- Norwich
- Preston
- Ledyard
- Groton
- Stonington